# Gai Celi Rufus
Gai Celi Rufus (llatí: Gaius Cælius Rufus) va ser un magistrat romà del segle i. Formava part de la gens Cèlia, una antiga gens romana d'origen plebeu.
Va ser cònsol l'any 17 amb Luci Pomponi Flac.